# فرانك جونسون (موسيقي)
فرانك جونسون (بالإنجليزية: Frank Johnson)‏ هو موسيقي أمريكي، ولد في 1789، وتوفي في 1871 في كارولاينا الشمالية في الولايات المتحدة.